# Max Keller (Jurist)
Max Keller (* 12. Januar 1924 in Zürich; † 21. Dezember 2003) war ein Schweizer Rechtswissenschaftler und Sachbuchautor.

## Leben
Nach der Promotion zum Dr. iur. (Das negative Interesse im Verhältnis zum positiven Interesse) 1948 und der Habilitation (Das Internationale Versicherungsvertragsrecht der Schweiz) an der Universität Zürich 1962 wurde Keller dort Assistenzprofessor für Zivilgesetzbuch, Obligationenrecht, privates Versicherungs- und internationales Privatrecht 1965, außerordentlicher Professor 1967 und Ordinarius 1968. Die Emeritierung erfolgte 1991.

## Schriften (Auswahl)
- Rechtliche Bedeutung des Status „HIV-positiv“. Leitfaden für Sozialversicherungsrecht, Privatversicherungsrecht, Arbeitsrecht und Strafrecht. Basel 1993, ISBN 3-7190-1307-3.
- mit Kurt Siehr: Kaufrecht. Kaufrecht des OR und Wiener UN-Kaufrecht. Zürich 1995, ISBN 3-7255-3156-0.
- mit Carole Schmied-Syz: Analyse der Willensmängel. Eine praxisorientierte Studie. Basel 1995, ISBN 3-7190-1453-3.
- mit Carole Schmied-Syz: Haftpflichtrecht. Ein Grundriss in Schemen und Tabellen. Zürich 2001, ISBN 3-7255-4321-6.